# Yoshimi Yahagi
Yoshimi Yahagi (矢 作好 美 Yahagi Yoshimi?) es un personaje ficticio perteneciente a la franquicia de Battle Royale, originalmente una novela que también cuenta con una adaptación a serie de manga y cine. Yoshimi es una estudiante de secundaria de quince años. Es interpretada por la actriz Takako Baba en la película del año 2000.

## Antes del juego
Yoshimi es una joven atractiva, descrita con rizos y rostro infantil y dulce. Era parte de la pandilla de Mitsuko Souma junto a Hirono Shimizu quienes se involucraron en prostitución, hurto, chantaje, extorsión y drogas y juntas solían atormentar regularmente a sus compañeros de clase.
Fue arrestada varias veces por robo y una vez por chantaje; incursionó en la prostitución cuando Mitsuko la entregó a algunos hombres de mediana edad que pagaron por desvirgarla, sin embargo se detuvo cuando comenzó a salir con Yoji Kuramoto. Se involucró con todo el crimen porque estaba harta de su vida en ese momento y se sentía incomprendida; nunca tuvo notas muy altas, pero Yoshimi no era realmente mala o poco confiable como algunos de sus compañeros pensaban, solo es alguien que es fácilmente manipulada o empujada a hacer cosas pero rápidamente lamenta sus errores.
Yoshimi estaba perdidamente enamorada de Yoji, su novio. Se conocieron en la escuela y empezaron a salir cuando se encontraron mientras iban de compras, ya que Yoshimi es insegura valora sobre todo como Yoji la ayudó a sentir que podía cambiar para mejor; aunque los malos rumores sobre ella no mejoraron Yoji siempre la cuidó y protegió, incluso, en la novela, le dio su tarjeta de fortuna en el festival de Año Nuevo porque su mensaje era más bonito que el de ella. La pareja tuvo su primera relación sexual el 18 de enero. En la novela, Kuramoto siempre besaba a Yoshimi primero en sus labios, después en sus párpados y, por último, en la punta de su nariz.
En la versión del manga Yoshimi pensaba en Mitsuko y Hirono como hermanas, aunque se hace evidente que Mitsuko no sentía lo mismo, se desconoce cómo se sentía Hirono; debido a su relación con ambas, ninguna de las otras chicas de su clase confiaba en Yoshimi. Se sabía que algunas de las personas a las que Yoshimi molestaba eran Kaori Minami y Yoshio Akamatsu mientras que su atracción por Yoji se decía que rayaba en lo obsesivo.
En la película Yoshimi era amiga de Hirono Shimizu, Mayumi Tendo y Fumiyo Fujiyoshi; también se le ve bromear con Yumiko Kusaka y Yukiko Kitano en el autobús; se desconoce cómo fue su relación con Mitsuko, pero se da a entender que existía cierta amistad. Era una de las estudiantes que acosaban a Noriko Nakagawa siendo una de las que la encerró en el baño y escribió insultos y amenazas en las paredes contra ella y, a diferencia de la novela y el manga, se muestra que es algo que hace por gusto y por iniciativa propia. 

## En el juego

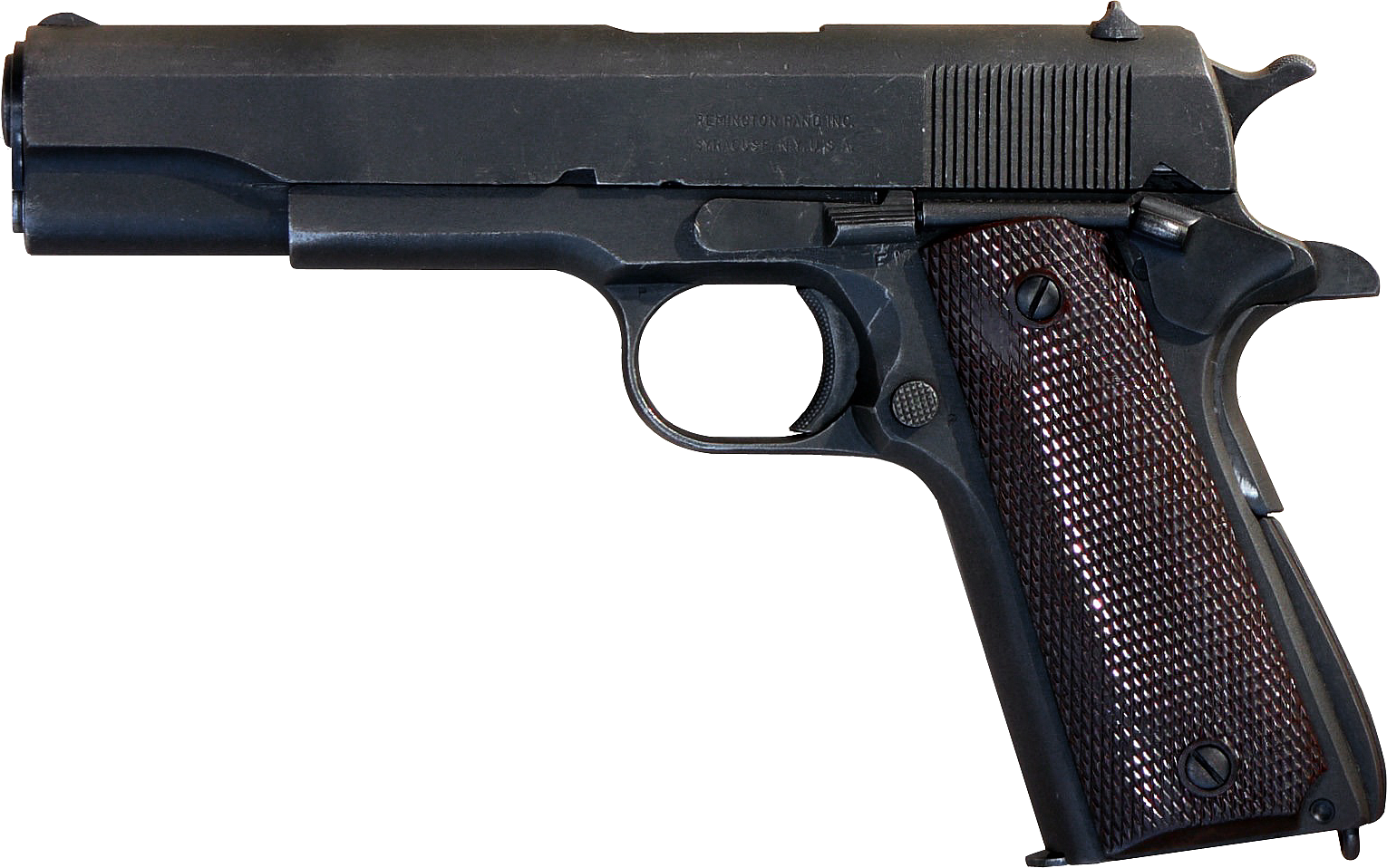
El arma obtenida por Yoshimi en la asignación de equipamiento fue una Colt Government .45, sin embargo nunca llegó a usarla.

Yoshimi, al ser la última de la lista femenina, es la última persona en salir de la escuela; desorientada y temerosa optó por ocultarse en una casa hasta que fue declarada zona de peligro y debió alejarse del área. Tras descansar se da cuenta de que alguien la observa, este resulta ser Yoji, los dos hablan brevemente sobre su amor y comentan el arma que obtuvo cada uno, él una daga vieja y ella una pistola que no duda en entregarle asumiendo que permanecerán juntos y la protegerá, por lo que se sorprende cuando Yoji le apunta ya que solo deseaba obtener un arma mejor. Para intentar deshacerse de ella, Yoji la insulta y dice como es que nunca la amó, acercándose a ella solo porque sabía que era una chica fácil con quien podría acostarse; aun así Yoshimi se niega a creerle y comprende que, contrario a sus palabras, simplemente el miedo al juego lo ha dominado, por lo que le recalca cuanto lo ama y confía en él y que si en realidad lo desea le permitirá matarla sin defenderse. Aunque Yoji comienza a mostrar leves atisbos de duda, antes de que pudieran hacer algo, Mitsuko aparece y lo asesina por la espalda apuñalando su cabeza con su kama.
En la versión del manga los eventos ocurren de forma similar, siendo la única diferencia que Yoji se muestra más emotivo y se hace más evidente que realmente ama a Yoshimi y su actuar se debe al miedo que le produce toda la situación.
En la película, solo se le muestra viva después que Yoshimi y el resto del grupo despierta en el colegio de la isla donde son recibidos por Kitano, su antiguo maestro, quien les explica las reglas del Battle Royale. Allí Kitano la regaña junto a Yoji por conversar mientras él habla, Yoshimi intenta amenazar a Kitano, pero éste la aparta con el dedo y continúa su explicación.

## Destino
Tanto en la novela como en el manga, Mitsuko se excusa diciendo que mató a Kuramoto intentando protegerla; aunque en realidad, Mitsuko lo que deseaba era llevarse a Yoshimi para usarla como escudo o sacrificio si se veía en problemas, pero la presencia de Kuramoto hubiera entorpecido su plan. En el manga, Mitsuko le dice a Yoshimi que chicos como ese puede encontrar en cualquier sitio e incluso mejores que él y Yoshimi, furiosa insulta y amenaza a Mitsuko, quien como represalia la mata disparándole en el ojo, tras lo cual toma la pistola, recupera el kama el cadáver de Yoji y se marcha sin darles mayor importancia.
En la película, una vez inicia el programa, Yoshimi y Yoji logran reunirse, posteriormente Kitano los anuncia como parte de las primeras bajas y se les muestra colgados con la cuerda de Yoji, dando a entender que es un doble suicidio de amantes; sin embargo, cuando Hirono Shimizu enfrenta a Mitsuko, revela que encontró los cuerpos y señala tener la certeza que fue Mitsuko quien los mató, cosa que esta reconoce mientras pelean.